# Zamir White
Zamir Alexza White (Laurinburg, Carolina del Norte, 18 de septiembre de 1999) más conocido como Zamir White, es un jugador profesional estadounidense de fútbol americano, se desempeña en la posición de running back en Las Vegas Raiders, en la National Football League (NFL).

## Carrera
Fue seleccionado en la cuarta ronda en la Reunión Anual de Selección de Jugadores de la NFL de 2022. Hizo su debut profesional con el equipo Las Vegas Raiders, donde lleva jugando dos temporadas.